# 偽りの銃弾
『偽りの銃弾』（いつわりのじゅうだん、原題：Fool Me Once）は、2024年に配信されたイギリスのミステリーリミテッドシリーズ。本作は、2016年に出版されたハーラン・コーベンのの同名小説を原作とし、ミシェル・キーガンが主演を務める。2024年1月1日にNetflixで全エピソードが配信された。

## あらすじ
暴漢に殺されたはずの夫ジョーが、自宅の隠しカメラに映っているのを見た元軍人のマヤ。さらに、凶器となった銃と2年前に姉を射殺した銃が同一のものであることが判明する。やがて彼女は、26年前の事件にもつながる恐ろしい陰謀を知ることになる。

## 登場人物
マヤ・スターン
演 - ミシェル・キーガン
ジョーの夫でリリーの母親。陸軍時代に起こした事故のPTSDに苦しんでいる。
サミ・キアース
演 - アディール・アクタル
ジョー殺人事件の犯人を追う刑事。突然気を失うという謎の症状に悩まされている。
過去に起きたクレアの殺人事件も担当していた。
シェイン・テシア
演 - エメット・J・スキャンラン
マヤの陸軍時代の同僚。ジョーの事件の調査に協力する。
マーティ・マクレガー
演 - ディノ・フェッチャー
キアースのバディとして配属されてきた刑事。
エディ・ウォーカー
演 - Marcus Garvey
クレアの夫でマヤの義兄。アビーとダニエルの父親。
2年前のクレアの死を今でも引きずっている。
アビー・ウォーカー
演 - Dänya Griver
クレアとエディの娘。
エディと出会うより前に妊娠しているクレアの写真を発見し、ダニエルと共に真相を探る。
ダニエル・ウォーカー
演 - Daniel Burt
クレアとエディの息子で、アビーの弟。
クレア・ウォーカー
演 - ナタリー・アンダーソン
マヤの姉で、エディの妻。2年前に何者かに射殺された。
バーケット社の製薬部門で働いていた。
コーリー
演 - ローリー・キナストン
マヤが起こした事故を世に晒した張本人。ハッカー。

### バーケット家
ジュディス・バーケット
演 - ジョアンナ・ラムレイ
バーケット家を率いる未亡人。マヤとは不仲。
ジョセフ・”ジョー”・バーケット
演 - リチャード・アーミティッジ
マヤの夫で、大富豪バーケット家の長男。
暴漢に襲われ射殺されるが、自宅に仕掛けた隠しカメラに生きた姿が映る。
キャロライン・バーケット
演 - ハティ・モラハン
バーケット家の長女で、ジョーとアンドルーの妹。
ニール・バーケット
演 - ジェームズ・ノースコート
バーケット家の三男で末っ子。
アンドルー・バーケット
演 - エドワード・ハーパー・ジョーンズ
バーケット家の次男でジョーの弟。
26年前に船から転落死しており、その場にいたジョーの証言では自殺だという。
イザベラ
演 - Natalia Kostrzewa
長年バーケット家に仕えてきた、リリーのナニー。
子守り中にジョーと思われる人物と一緒にいる姿が隠しカメラに映る。
ルカ
演 - Frederick Szkoda
イザベラの夫。バーケット邸の庭師。

### その他
ニコル・バトラー
演 - ジェイド・アヌーカ
キアースのカウンセラー。
モリー・サルダナ
演 - Clara Indrani
キアースの妻。妊娠中。
フィル
演 - Craige Els
アビーが通うサッカーチームのコーチ。
エバ・フィン
演 - アデル・レオンス
マヤとクレアの友人。別れた夫のロビーに金を無心されている。
アレキサンダー・ドスマン
演 - ジョー・アームストロング
大手IT企業ビンバル社のCEO。
クリストファー・スウェイン
演 - アンソニー・ハウエル
ジョーの同級生。25年前、アンドルーが転落した船に乗っていた。
トミー・ダーク
バーケット家が26年間毎月9,000ポンドを送金していた、警備会社社長。
アンドルーが転落死した船の船長をしていた。

## エピソード
| ♯ | タイトル    | 監督               | 脚本                       |
| - | ----------- | ------------------ | -------------------------- |
| 1 | エピソード1 | デヴィッド・ムーア | ダニー・ブロックルハースト |
| 2 | エピソード2 | デヴィッド・ムーア | ダニー・ブロックルハースト |
| 3 | エピソード3 | デヴィッド・ムーア | シャーロット・コーベン     |
| 4 | エピソード4 | Nimer Rashed       | Yemi Oyefuwa               |
| 5 | エピソード5 | Nimer Rashed       | Nina Metivier              |
| 6 | エピソード6 | Nimer Rashed       | トム・ファレリー           |
| 7 | エピソード7 | デヴィッド・ムーア | ダニー・ブロックルハースト |
| 8 | エピソード8 | デヴィッド・ムーア | ダニー・ブロックルハースト |

## 製作

### 開発
原作の舞台であるアメリカとは対照的にイギリスが舞台となっている。原作者のハーラン・コーベンは製作総指揮を務めた。ダニー・ブロックルハーストが筆頭脚本と製作総指揮を務め、監督はデヴィッド・ムーアとNimer Rashedが務めた。
本シリーズは、Netflixによって映像化されたコーベン作品のひとつである。

### 撮影
2023年2月にイングランドのマンチェスターで撮影が開始され、北西部のその他の場所やスペインでも追加撮影が行われた。撮影は2023年8月に終了した。

## 公開
2024年1月1日、Netflixで全世界配信された。
公開から1週間でで3,710万以上のNetflixアカウントに視聴され、視聴時間は2億3,820万時間を記録し、Netflixの2024年1月初週で最大のデビュー作となった。翌週は視聴時間1億5,330万時間を記録し、2週連続で首位を獲得した。

## 評価

### 批評家の反応
批評集積サイトRotten Tomatoesでは、10人の批評家レビューのうち60％が肯定的で、平均値は5.2/10となっている。批評家の総意は、「意外な展開に頼った『偽りの銃弾』の演出は、2度見るのをためらう人もいるかもしれないが、ミシェル・キーガンとジョアンナ・ラムレイの演技は、最後まで観ても恥ずかしくないと思わせる。」としている。
Metacriticでは、23件の批評家レビューがあり、加重平均値は55/100となっている。